# Uwe Unterwalder

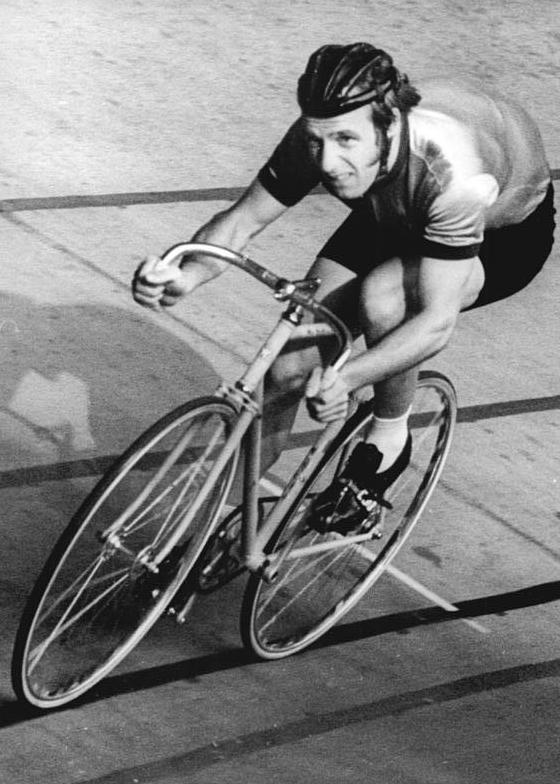
Uwe Unterwalder (1976)

Uwe Unterwalder (* 15. Juli 1950 in Berlin) ist ein ehemaliger Radrennfahrer aus der Deutschen Demokratischen Republik. Bei drei Olympiastarts gewann er zwei Silbermedaillen und belegte einmal den vierten Platz.

## Sportliche Laufbahn
Unterwalder kam 1966 von der BSG Einheit Berliner Bär zum TSC Berlin, wo er unter Anleitung der Silbermedaillengewinner von 1960 Siegfried Köhler und Rolf Nitzsche trainierte. 1971 gewann Unterwalder bei den UCI-Bahn-Weltmeisterschaften in der Mannschaftsverfolgung die Silbermedaille zusammen mit Thomas Huschke, Heinz Richter und Herbert Richter hinter dem italienischen Vierer. Im Jahr darauf gewann der DDR-Vierer in der gleichen Besetzung bei den Olympischen Sommerspielen in München die Silbermedaille hinter dem Vierer aus der Bundesrepublik Deutschland. 1974 gewannen Herbert Richter, Huschke und Unterwalder zusammen mit Klaus-Jürgen Grünke erneut Weltmeisterschafts-Silber hinter dem westdeutschen Vierer. 1975 erkämpften Grünke, Huschke, Unterwalder und Norbert Dürpisch Bronze bei den Weltmeisterschaften. Bei den Olympischen Sommerspielen in Montreal belegten Dürpisch, Huschke, Unterwalder und Matthias Wiegand den vierten Platz.
Unterwalder gewann von 1974 bis 1977 viermal hintereinander mit der Mannschaft des TSC Berlin den DDR-Meistertitel. Bei den Weltmeisterschaften 1977 gewann Unterwalder seine erste Medaille in der Einerverfolgung, als er erst im Finale gegen Norbert Dürpisch verlor. Die DDR-Mannschaft gewann 1977 erstmals Gold, allerdings ohne Unterwalder. Ein Jahr später gelang den Fahrern aus der DDR bei den Weltmeisterschaften in München der größte Erfolg: Im Einer gewann Detlef Macha vor Dürpisch und Unterwalder. Nur Unterwalder startete von diesen drei Fahrern auch in der Mannschaft, er gewann den Weltmeistertitel zusammen mit Matthias Wiegand, Volker Winkler und Gerald Mortag. Nachdem 1979 der DDR-Vierer ohne Unterwalder den dritten WM-Titel in Folge gewonnen hatte, waren die Verfolger aus der DDR auch Favoriten für die Olympischen Spiele 1980. In Moskau gewann aber die Mannschaft aus der Sowjetunion; Mortag, Unterwalder, Wiegand und Winkler erhielten die Silbermedaille. Unterwalder gewann auf der Bahn der Werner-Seelenbinder-Halle in Berlin die „Internationale Zweier-Mannschaftsmeisterschaft“  1976 mit Thomas Huschke (mit dem er viele Rennen als Partner bestritt). 1976 gewann er die 6 Tage um den Preis der Jungen Welt mit Thomas Huschke als Partner.

## Ehrungen
Für seine sportlichen Erfolge bei den Olympischen Sommerspielen 1972 und 1980 erhielt er in diesen Jahren jeweils den Vaterländischen Verdienstorden in Bronze.

## Berufliches
Unterwalder war gelernter Offsetdrucker, arbeitete aber nach seiner Karriere als Kellner in Berlin. Nach der Wende wurde er Mitinhaber eines Betriebes für die Pflege von Kraftfahrzeugen ebenfalls in Berlin.